# 은행이끼

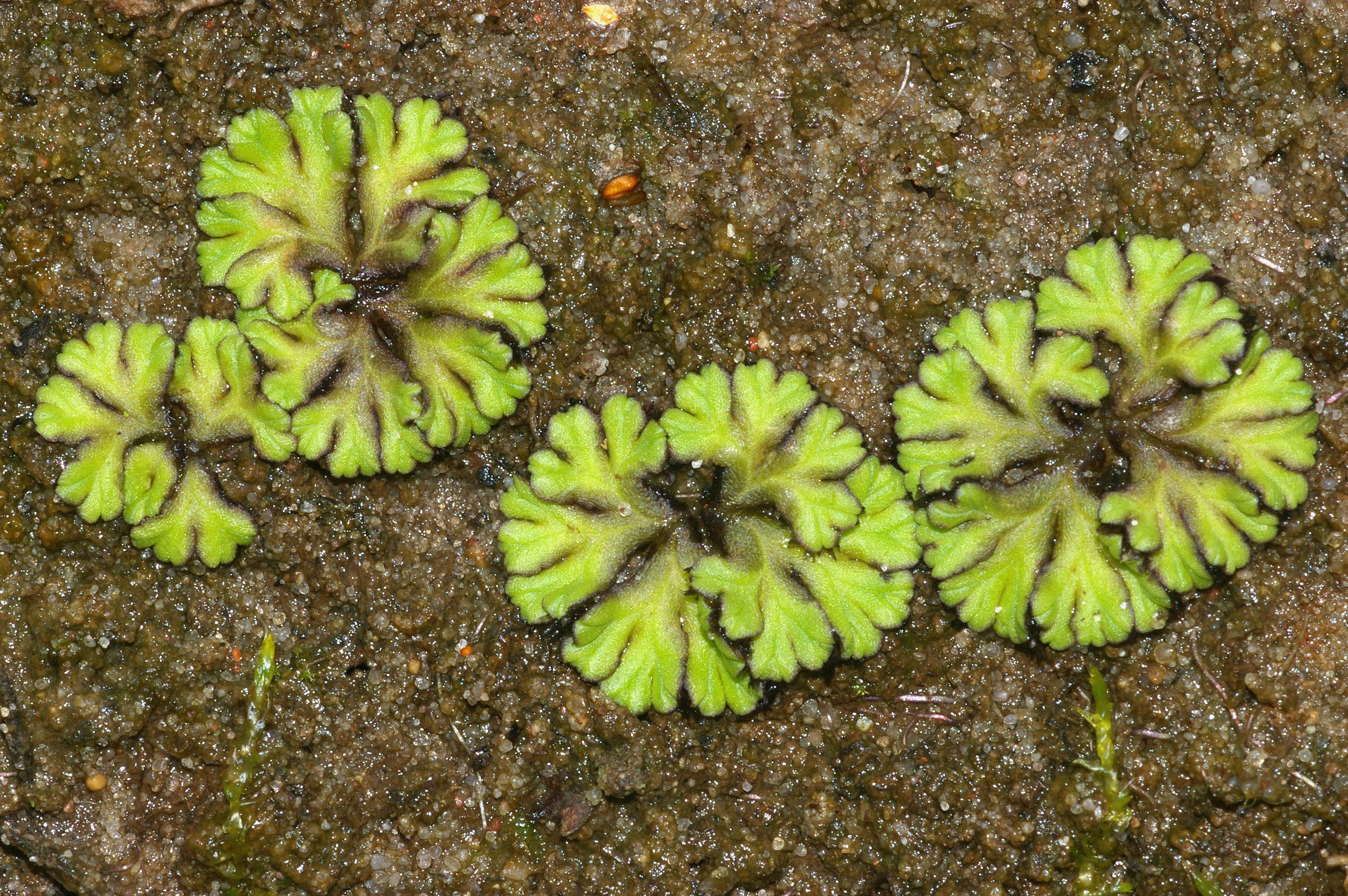
육상형 은행이끼

은행이끼(Ricciocarpos natans)는 주로 물에 떠서 사는 이끼류이자 우산이끼목에 속하는 이끼다. 잎 모양이 은행잎을 닮았다. 습지가 마르면 진흙에 뿌리내리고 육지에서 자라기도 한다. 논 등에 자생한다. 수족관,물가에서 재배되기도 하지만, 재배 난이도는 어렵다.